# Mistrzostwa Świata w Gimnastyce Artystycznej 1965
2. Mistrzostwa Świata w Gimnastyce Artystycznej odbyły się w dniach od 3 do 4 grudnia 1965 roku w Pradze. Medale zdobywały wyłącznie zawodniczki ze Związku Radzieckiego i Czechosłowacji. Polskę reprezentowały trzy zawodniczki: czternasta w wieloboju Maria Stryjecka, piętnasta Wiesława Skowronek oraz osiemnasta Ziwille Florowska.

## Tabela medalowa
| Miejsce | Państwo        | Złoto | Srebro | Brąz | Razem |
| ------- | -------------- | ----- | ------ | ---- | ----- |
| 1       | Czechosłowacja | 2     | 1      | 2    | 8     |
| 2       | ZSRR           | 1     | 2      | 1    | 4     |

## Medalistki
| Konkurencja:           | Złoto:             | Srebro:                    | Brąz:                      |
| Układy indywidualne    |                    |                            |                            |
| wielobój indywidualnie | Hana Micechowa     | Tatiana Krawczenko         | Hana Matachowa-Bougusowska |
| ćwiczenia wolne        | Tatjana Krawczenko | Hana Matachowa-Bougusowska | Hana Micechowa             |
| ćwiczenia z przyrządem | Hana Micechowa     | Tatiana Krawczenko         | Lilia Natmoutdinowa        |